# Arnold de Ville

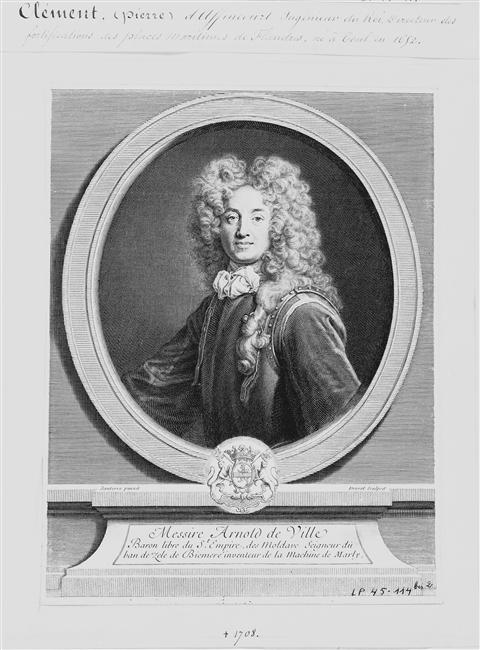
Arnold de Ville im Jahr 1708 (Pierre Drevet)

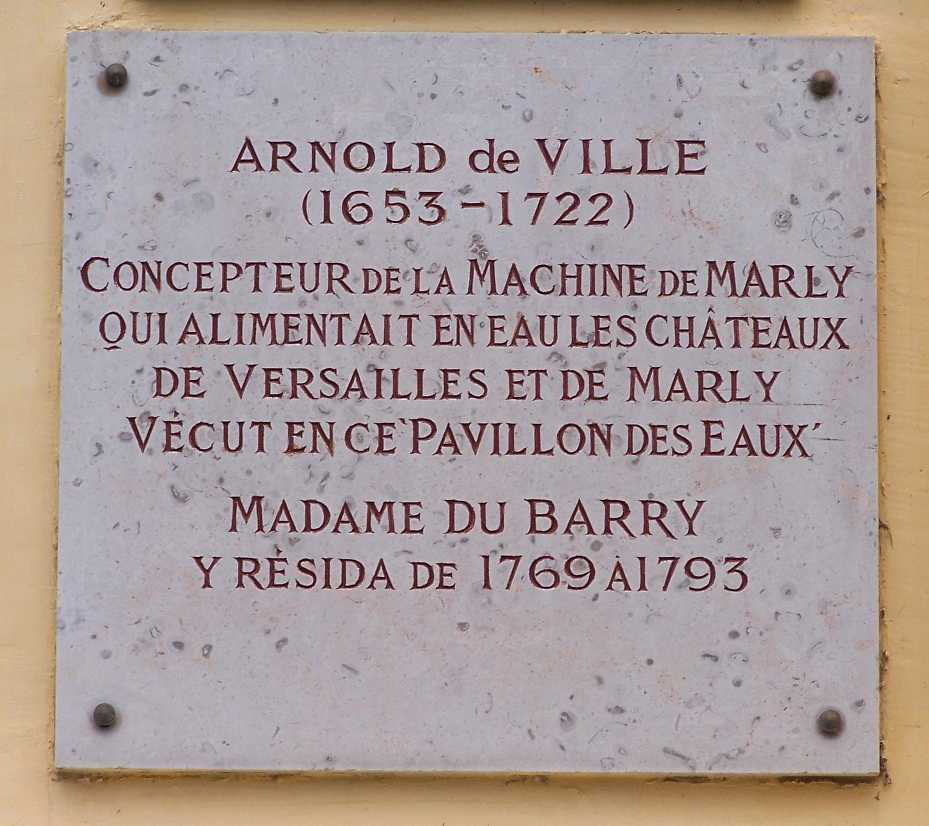
Am Wasserpavillon für Arnold de Ville angebrachte Erinnerungsplakette

Baron Arnold de Ville (* 15. Mai 1653 in Huy; † 22. Februar 1722 im Schloss von Modave) war ein wallonischer Ingenieur.

## Biographie
De Ville wurde in der bei Lüttich gelegenen kleinen wallonischen Stadt Huy als Sohn des reichen Schmiedemeisters Winand de Ville und seiner Frau Catherine-Elisabeth de Lierneux geboren. Sein Vater wurde dreimal zum Bürgermeister von Huy gewählt.
Nach dem Studium der Rechtswissenschaft an der Universität von Löwen trat er in den Dienst des französischen Königs Ludwig XIV. In der Nähe des königlichen Schlosses von Versailles betrieb er die nach Plänen des Zimmermanns Rennequin Sualem erbaute Maschine von Marly, ein zwischen 1681 und 1684 auf Befehl des Königs erbautes Wasserpumpwerk, das den Schlössern Marly-le-Roi und Versailles das für die im 17. und 18. Jahrhundert sehr beliebten Wasserspiele benötigte Wasser mit dem nötigen Druck zur Verfügung stellte. Unter der Aufsicht des leitenden Zimmermanns Rennequin Sualem aus Jemeppe-sur-Meuse und des Ingenieurs Jean de Siane du Pont aus Namur arbeiteten zeitweise bis zu 1.800 Menschen – viele davon aus de Villes, Sualems und de Siane du Ponts Heimat Wallonien – an der Maschine und ihren Wasserkanälen und knapp 3.000 weitere an dem 620 Meter langen Aquädukt von Louveciennes, das das Wasser in die 700.000 m³ fassenden Vorratsbecken leitete.
Der König ernannte Baron de Ville zum Chefingenieur der Maschine von Marly auf Lebenszeit (Gouverneur à vie de la Machine), bezahlte ihm dafür ein Honorar von 100.000 Livres, gewährte ihm zusätzlich eine jährliche Gratifikation von 6.000 Livres und darüber hinaus eine jährliche Pension über dieselbe Summe.
De Ville wohnte von 1684 bis 1708 in dem eigens für ihn vom König in Auftrag gegebenen „Wasserpavillon“ (Pavillon des Eaux), dem späteren Schloss Du Barry am Chemin de la Machine, der von Voisins nach Louveciennes führenden Straße. Von 1769 bis 1793 wurde das Haus von Madame du Barry bewohnt, der Mätresse Ludwigs XV.
Am 14. Januar 1686 wurde Winand de Ville durch kaiserliches Diplom der vererbbare Titel eines Reichsfreiherrn verliehen. Dadurch wurde Arnold de Ville zum Lehnsherrn von Groß- und Klein-Modave sowie von Biesmerée. 1692 wurde er auch von Ludwig XIV. in den Adelsstand erhoben.
Am 22. April 1708 heiratete Arnold de Ville in Paris Anne-Barbe de Courcelle, Tochter des königlichen Stallmeisters und Hofrats Charles-Joseph de Courcelle und der Hofdame Barbe Besser. Am 25. Mai 1713 wird in Metz seine einzige Tochter geboren, die später den Herzog von Montmorency heiraten wird.
De Ville starb am 22. Februar 1722 im Schloss von Modave. Sein Grab aus farbigem Marmor kann man noch heute in der Schlosskirche besichtigen.